# Rivière Matawin Ouest
Pour les articles homonymes, voir Matawin.
La rivière Matawin Ouest est un affluent de la rivière Matawin, coulant dans le territoire non organisé du Lac-Legendre, dans la municipalité régionale de comté (MRC) de Matawinie, dans la région administrative de Lanaudière, au Québec, au Canada.

## Géographie
La rivière Matawin Ouest prend sa source au lac Mosquic (longueur : 5,9 km ; altitude : 466 km), situé dans le Parc national du Mont-Tremblant, à l'ouest de Réservoir Taureau et à l'est de la Réserve faunique Rouge-Matawin. Cette réserve québécoise constitue la tête des eaux entre la rivière Rouge (coulant vers le sud) et la rivière Matawin (coulant vers l'est).
Le lac Mosquic chevauche :
- les cantons de Legendre et D'Olier qui font partie du territoire non organisé du Lac-Legendre, dans la MRC de Matawinie, dans Lanaudière ;
- le canton De Jamet, dans le territoire non organisé du Baie-des-Chaloupes, dans la MRC de Antoine-Labelle, dans les Laurentides (région administrative).

Cours de la rivière
À partir de l'embouchure du lac Mosquic, la rivière Matawin Ouest coule sur 16,1 km, répartis selon les segments suivants :
- 2,9 km vers l'est, en recueillant la décharge du lac Daulé, jusqu'à décharge du lac Goncourt ;
- 2,9 km vers l'est, en formant un détour vers le sud pour recueillir la décharge du lac La Passe et la décharge du lac Leslie, jusqu'à la rive ouest du lac Odelin ;
- 2,6 km vers le sud-est, en traversant le lac Odelin (altitude : 450 km) sur sa pleine longueur ;
- 5,2 km vers l'est, jusqu'au ruisseau Jim Daisey (venant du sud) ;
- 2,5 km vers le nord-est, en traversant une zone de marais en fin de segment, jusqu'à sa confluence[2].

La rivière Matawin Ouest se déverse sur la rive ouest de la rivière Matawin, dans une zone de marais. Cette confluence est située dans le canton de Legendre, dans le Parc national du Mont-Tremblant. Cette confluence est située à 29 km à l'ouest du centre du village de Saint-Michel-des-Saints et à 33,6 km au nord du centre du village de Saint-Donat (Matawinie).

## Toponymie
Le toponyme rivière Matawin Ouest tire son origine de la rivière Matawin qui coule vers l'est, en parallèle plus au nord et qui se déverse aussi dans le Réservoir Taureau et le traverse vers l'est.
Le toponyme rivière Matawin Ouest a été inscrit le 5 décembre 1968 à la Banque des noms de lieux de la Commission de toponymie du Québec.